# Шон Денієл
Шон П́ітер Д́енієл (англ. Sean Peter Daniel; нар.15 серпень 1951) — американський кінопродюсер.

## Життєпис
Денієл народився в Нью-Йорку в родині Беверлі й Джеремі Денієл, виконавчих піарників. Навчався кінорежисури в «Каліфорнійському інституті мистецтв», де здобув ступінь бакалавра образотворчих мистецтв 1973 року. Працював продюсером на Universal Studios протягом дванадцяти років, включаючи п'ять років як президент виробництва.

## Фільмографія
- Невдахи / Pure Luck (1991)
- Американізуй мене / American Me (1992)
- СіБі4 / CB4 (1993)
- Під кайфом та збентежені / Dazed and Confused (1993)
- Серце та душі / Heart and Souls (1993)
- Важка мішень / Hard Target (1993)
- Тумстоун / Tombstone (1993)
- Прокляте селище / Village of the Damned (1995)
- Тусовщики з супермаркету / Mallrats (1995)
- Майкл / Michael (1996)
- Шакал / The Jackal (1997)
- Мумія / The Mummy (1999)
- Щасливі номери / Lucky Numbers (2000)
- Дар / The Gift (2000)
- Назад на землю / Down to Earth (2001)
- Мумія повертається / The Mummy Returns (2001)
- Щурячі перегони / Rat Race (2001)
- Цар скорпіонів / The Scorpion King (2002)
- Похмурий сум / Dark Blue (2002)
- Загнаний / The Hunted (2003)
- Нестерпна жорстокість / Intolerable Cruelty (2003)
- Алфі / Alfie (2004)
- Мумія: Гробниця Імператора драконів / The Mummy: Tomb of the Dragon Emperor (2008)
- Цар скорпіонів 2: Сходження воїна / The Scorpion King 2: Rise of a Warrior (2008)
- Людина-вовк / The Wolfman (2010)
- Цар скорпіонів 3 / The Scorpion King 3: Battle for Redemption (2012)
- Цар скорпіонів 4 / The Scorpion King 4: Quest for Power (2015)
- Кожному своє / Everybody Wants Some (2016)
- Бен-Гур / Ben-Hur (2016)
- Мумія / The Mummy (2017)
- Страшні історії для розповіді у темряві / Scary Stories to Tell in the Dark (2019)